# László Haris
László Haris (ur. 9 lutego 1943 w Budapeszcie) – węgierski fotograf.

## Życiorys
Już jako 13-latek zrobił zdjęcia podczas węgierskiej rewolucji. Reportaż z 2 listopada 1956 roku, ukrywany przez wiele lat, pokazany został publicznie w Budapeszcie w 50. rocznicę wybuchu rewolucji. Następnie fotografie pokazane zostały m.in. w Waszyngtonie i Wiedniu.
W 1968 roku na Politechnice w Budapeszcie uzyskał dyplom inżyniera mechanika. Rok 1969 to początek jego kariery artystycznej; wówczas wziął udział w wystawie Szürenon w Budapeszcie. Jego źródłem inspiracji była twórczość artystów, którzy niebawem powołali do życia ruch Nowej Węgierskiej Awangardy. Ich multidyscyplinarne działania twórcze miały miejsce w latach 1970-1973 w Kaplicy Balatonboglár. Niezależne wystawy, przedstawienia i koncerty spotkały się z dezaprobatą władz, a bezkompromisowi artyści byli zastraszani. Spotkania zakończyła interwencja uzbrojonego oddziału wojska, który wkroczył podczas teatralnego przedstawienia, opróżnił kaplicę, a drzwi wejściowe zamurował.
W latach 1973–1980 interesował się sztuką konceptualną i tworzył performance. W latach 1980–1990 zajmował się fotografią i animacją w studiu filmowym Pannonia Film Studio. Od 1996 roku tworzy zdjęcia na potrzeby magazynów, czasopism. Jest również autorem plakatów.
Członek Węgierskiej Akademii Umiejętności, Węgierskiej Akademii Sztuki, Stowarzyszenia Fotografików Węgierskich, Międzynarodowego Towarzystwa Kepesa.

## Wystawy

### Indywidualne
- 1970 • Budapesti Műszaki Egyetem Kollégium 1000, Budapeszt
- 1973 • Lépcsőház (Csutoros Sándorral és Molnár V. Józseffel), Budapest, Erkel u. 12. • Szembesítés [Csutoros Sándorral és Molnár V. Józseffel], Balatonboglári kápolnatárlatok • Tér és lehetőség, Budapesti Műszaki Egyetem E épület, Budapest (Csutoros Sándorral és Molnár V. Józseffel)
- 1974 • Egyetemi Színpad (Szemadám Györggyel), Budapest
- 1979 • Magyar Nemzeti Galéria Klubja, Budapest
- 1982 • Fészek Klub, Budapest (Kisfaludy Andrással)
- 1989 • És mégis mozog a nép..., Fiatal Művészek Klubja, Budapest
- 1994 • PLAFOKÁTTÓ [Ducki Kristóffal], Fék Galéria, Göd
- 1996 • Jel és árnyék, Erdei Ferenc Művelődési Központ, Kecskemét
- 1997 • Új kaland, Kisgaléria, Pecz
- 1998 • E-től K-ig, Mai Manó Fotógaléria • Műhelykiállítás, Miró Fotogaléria
- 1999 • Jel és árnyék, Nyitott Kör Galéria • Jó Szerencsét Művelődési Központ, Várpalota
- 2003 • Retro60 - Haris László kiállítása, Magyar Fotográfiai Múzeum, Kecskemét
- 2006 • Haris László 1956-os fotói, Műcsarnok, Budapest • Ernst Múzeum, Budapest • Washington
- 2007 • Új képek, Fészek Galéria, Budapest
- 2013 • Rozglądaj się dookoła!, Galeria OKiS, Wrocław

### Grupowe
- 1969 • Szürenon I, Kassák Művelődési Ház, Budapest
- 1970 • Budapesti Műszaki Egyetem, Budapest
- 1970-73 • Balatonboglári kápolnatárlatok
- 1971 • No. 1., Fővárosi Állatkert, Budapest
- 1975 • Vajda LSG, Szentendre
- 1976 • Expozíció, Hatvany Lajos Múzeum, Hatvan • Tér-jel-forma, Vegyipari Egyetem, Veszprém
- 1977 • Elem, szerkezet, környezet, Lakásépítő Vállalat, Budapest
- 1979 • Ma Múzeum, Bercsényi Klub • Szürenon II., Kassák Művelődési Ház
- 1980 • II. Esztergomi Fotóbiennálé, Vármúzeum, Esztergom • Ma Múzeum, Ifjúsági Ház, Pecz
- 1981 • Tény-kép, Műcsarnok, Budapest
- 1983 • Új művészetért, Bartók Béla Művelődési Központ, Segedyn
- 1988 • 5 magyar fotós, G. Doisneau, Vandceuvre (Francja)
- 1989 • Más-kép, Ernst Múzeum, Budapest
- 1990 • DOPP és barátai, Magyar Intézet, Praga
- 1994 • Piranéző, Szépművészeti Múzeum, Budapest
- 1995 • Múzsák és Ágyúk - az ellenállás magyar plakátjai, M. für Kunst und Gewerbe, Hamburg
- 1996 • Szürenon 69-96, Vigadó Galéria, Budapest
- 1997 • No. 1. 1969-1971, Ernst Múzeum, Budapest • Árnyék, Magyar Fotográfiai Múzeum, Kecskemét
- 1998 • Első alkotócsoport, Fotóhét, Magyar Iparművészeti Múzeum, Budapest
- 1999 • Első alkotócsoport, Fotóhetek, Tapolca
- 2009 • Nemzetközi Kepes Társaság, A22 Galéria, Budapest

## Prace w zbiorach
Jego prace znajdują się w kolekcjach publicznych:
- Janus Pannonius Múzeum Modern Képtár, Pecz;
- Magyar Fotográfiai Múzeum, Kecskemét;
- Magyar Nemzeti Galéria, Budapest;
- Sárospataki Képtár, Sárospatak.

## Nagrody
- Az Év Plakátja-díj (1985);
- The Art Directors Club elismerő oklevele (1988, 1990);
- A Magyar Televízió Rt. Vizuális Művészetek Szerkesztőségének Tell-díja (1997);
- Balogh Rudolf-díj (2001);
- Demeter-díj (2003).